# Carlos Alberto França (jurista)
Carlos Alberto França (1965, Campina Verde) é um jurista e magistrado brasileiro que exerceu a presidência do Tribunal de Justiça do Estado de Goiás, permanecendo desembargador e sendo o atual presidente da 2.ª Câmara Cível da mesma corte estadual.
Sua gestão foi marcada pelo escândalo dos super-salários, que chegaram à proibição pelo ministro do Supremo Tribunal Federal, André Mendonça, que sofreu oposição por parte do próprio Carlos Alberto, que havia recebido um contracheque de 149,8 mil reais. Outra questão foi sua reeleição, inédita no Regimento do Tribunal e no Código de Organização Judiciária, que foram modificados pela Assembleia Legislativa de Goiás. A renovação do mandato chegou a ser questão debatida no Conselho Nacional de Justiça, porém acabou sendo mantida pelo relator Bandeira de Mello Filho, que considerou o caso como ''excepcional.''

## Biografia
Nascido na cidade de Campina Verde, Minas Gerais, no ano de 1965, Carlos Alberto França se transferiu para Goiás e realizou um bacharelado em direito, entre 1984 e 1989, na Faculdade de Direito da Universidade Federal de Goiás. Ingressou à magistratura em 1 de outubro de 1990, respondendo, durante 5 anos, pelas comarcas de Alto Paraíso de Goiás, Planaltina, Formosa, Cavalcante, Alvorada do Norte, Posse e São Domingos, respectivamente.
Em 1996, em decorrência da rebelião do Cepaigo, incluindo a fuga de Leonardo Pareja, França foi transferido para atuar na Vara de Execução Penal de Goiânia - 4.ª Vara Criminal. Atuou nos processos de falência da Encol, nos anos 2000.Já em 18 de janeiro de 2009, se tornou 1.º Juiz Corregedor e Diretor do Foro da Comarca de Goiânia, sendo removido em 18 de março de 2010, assumindo o posto de Juiz de Direito substituto em Segundo Grau do TJ-GO. 

### Desembargador do Tribunal de Justiça
Em pouco tempo de mandato como juiz de direito, no dia 25 de outubro do mesmo ano, foi efetivado como desembargador do Tribunal de Justiça do Estado de Goiás, aos 45 anos idade. Seguiu em 10 de março de 2015, como diretor da Escola Superior de Magistratura de Goiás (ESMEG).

### Presidente do TJ-GO e reeleição
Em 2020, foi eleito para um mandato bienal entre 1 de fevereiro de 2021 e 1 de fevereiro de 2023, sendo o mais jovem presidente da Corte. O Código de Organização Judiciária de Goiás e o Regimento Interno do Tribunal, proibiam qualquer reeleição. No entanto, em 28 de março de 2022, a Assembleia Legislativa de Goiás, em sessão extraordinária, aprovou mudanças no Código de Organização, mudanças advindas de um projeto de lei, redigido pelo próprio Carlos Alberto França.
O Conselho Nacional de Justiça, se reuniu em 9 de setembro de 2022, de modo virtual, para julgar a eleição realizada de maneira adiantada. Foram apresentados ao relator Bandeira de Mello Filho, os pedidos apresentados em Procedimento de Controle Administrativo pelo Ministério Público junto ao Tribunal de Contas do Estado de Goiás. Os órgãos públicos questionavam a eleição para presidente do Tribunal de Justiça de Goiás, e pretendia que o CNJ determinasse o cumprimento do artigo 102 da Lei Orgânica da Magistratura Nacional, Loman, sob a alegação de que teria ocorrido reeleição do atual chefe do Poder Judiciário goiano.
No entanto, o relator votou contra as alegações de improcedência, acompanhado pelo presidente do CNJ, ministro Luiz Fux; pelo corregedor nacional da Justiça, ministro Luis Felipe Salomão; e pelos conselheiros Luiz Philippe Vieira de Mello Filho, Mauro Pereira Martins, Salise Sanchotene, Jane Granzoto, Richard Pae Kim, Marcio Luiz Freitas, Giovanni Olsson, Sidney Madruga, João Paulo Schoucair, Marcos Vinícius Jardim Rodrigues, Marcello Terto e Mário Goulart Maia. Ao completar o voto, Bandeira Mello declarou:
| “ | [...] à situação excepcional caracterizada pela recusa de todos os desembargadores do TJ-GO em concorrer ao cargo de presidente, conforme disposto na parte final do art. 102, da Loman, o que, por consequência, tornou o atual presidente elegível.” Portanto, acrescenta o conselheiro Bandeira, “diante da recusa manifestada por todos os desembargadores, antes da eleição, de concorrer ao cargo de presidente do órgão, o atual presidente se tornou elegível e inscrito no certame como candidato único, foi eleito, de modo unânime, pelo colegiado. | ” |

No que procedeu-se, França foi confirmado presidente, e permanecerá no cargo até 1 de fevereiro de 2025.

### Escândalo dos super-salários
Entre 2021 e 2023, durante o seu primeiro biênio de presidência, ocorreu escândalo, quanto aos super-salários de centenas de juízes do Tribunal de Justiça de Goiás receberam contracheque de mais de 162 mil reais ao mês. O escândalo envolveu ainda o próprio presidente, que recebeu um total de 149,8 mil reais em um mês. Augusto Aras, então procurador-geral da República, iniciou um questionamento sobre a lei estadual que permitia tais pagamentos, pois estes extrapolavam o teto de gastos, já que o salário dos juízes estavam maiores que os dos Ministros do Supremo Tribunal Federal.Por sua vez, o argumento de França foi que os juízes não poderiam trabalhar de graça, perante o acúmulo de funções em julgamentos de mais de mil processos por juízes.
Os ouvidores do Tribunal de Justiça , o desembargador Amaral Wilson de Oliveira e a desembargadora Elizabeth Maria da Silva (substituta), e o vice-presidente do TJ-GO, desembargador Zacarias Neves Coelho, estavam entre os magistrados estaduais que receberam mais de R$ 100 mil, em junho.As leis determinavam que o juízes receberiam mais de 6 mil reais por processo efetuado, os chamados auxílio-processo, aprovadas em 2020, que ultrapassavam o teto constitucional de salários no Judiciário, portanto eram inconstitucionais.
O Supremo Tribunal Federal, elegeu André Mendonça, como relator do caso, em 2023, já que Aras levantou um inquérito contra cinco leis estaduais sobre esses níveis altos de pagamentos, pois outros dois órgãos do Judiciário goiano solicitaram o mesmo nível de remuneração, depois de um aumento salarial no Executivo de Goiás. Exigiram as mesmas regalias, Tribunal de Contas do Estado e o Tribunal de Contas dos Municípios. No dia 30 de junho, Mendonça exigiu as respostas sobre essa regalia do TJ-GO e da Alego, sucedido pela argumentação de França.
Ao jornal Metrópoles, o Tribunal declarou:
| “ | Todos os atos praticados pelo Tribunal de Justiça do Estado de Goiás, nas esferas judicial ou administrativa, estão publicados, na forma da lei, no Diário da Justiça Eletrônico e no Portal da Transparência. | ” |

Os valores continuaram sendo pagos, conforme revelado pelas folhas de pagamento do desembargadores, em dezembro de 2023. No entanto, no final de fevereiro de 2025, na gestão de seu sucessor, os super-salários foram suspensos por  unanimidade do STF.

### Fim da gestão 2023-2025 e pós-presidência
Em outubro de 2024, apresentou um projeto de lei na Assembleia Legislativa de Goiás, de número 21550, para a reestruturação de 118 comarcas no estado, com aprimoramento dos serviços notariais.Nesse mesmo mês, Carlos Alberto França suspendeu 644 ações fraudulentas de pedidos de isenção do Imposto de Renda de Pessoa Física para supostos afetados por doenças graves, ocasionados pelo Césio-137, durante o Acidente radiológico de Goiânia. A suspensão veio depois da atuação da Procuradoria-Geral do Estado de Goiás contra as falsificações.França foi sucedido na presidência por Leandro Crispim, em fevereiro de 2025, tendo assumido, logo em seguida, a presidência da 2.ª Câmara Cível do TJ-GO.